# Кубок Бельгії з футболу 2019—2020
Кубок Бельгії з футболу 2019–2020 (нід. Beker van België) — 65-й розіграш кубкового футбольного турніру в Бельгії. Титул здобув Антверпен.

## Календар
| Раунд           | Дата                        | Матчі | Клуби     |
| --------------- | --------------------------- | ----- | --------- |
| Перший раунд    | 26—28 липня 2019            | 112   | 311 → 199 |
| Другий раунд    | 3—4 серпня 2019             | 80    | 199 → 119 |
| Третій раунд    | 9—11 серпня 2019            | 46    | 119 → 73  |
| Четвертий раунд | 17—18 серпня 2019           | 25    | 73 → 48   |
| П'ятий раунд    | 23—25 серпня 2019           | 16    | 48 → 32   |
| 1/16 фіналу     | 24—26 вересня 2019          | 16    | 32 → 16   |
| 1/8 фіналу      | 3—5 грудня 2019             | 8     | 16 → 8    |
| 1/4 фіналу      | 17—19 грудня 2019           | 4     | 8 → 4     |
| 1/2 фіналу      | 22—23 січня/5-6 лютого 2020 | 4     | 4 → 2     |
| Фінал           | 1 серпня 2020               | 1     | 2 → 1     |

## Регламент
Згідно з регламентом у перших п'яти раундах беруть участь клуби нижчих дивізіонів чемпіонату Бельгії. Клуби провідного дивізіону стартують у шостому раунді з 1/16 фіналу.

## 1/16 фіналу
| Команда 1             | Рахунок      | Команда 2             |
| --------------------- | ------------ | --------------------- |
| 24 вересня 2019       |              |                       |
| Серкль (Брюгге)       | 0:1          | Ребек (4)             |
| Ронсе (4)             | 0:3          | Генк                  |
| Васланд-Беверен       | 3:4          | Вестерло (2)          |
| 25 вересня 2019       |              |                       |
| Франк Боренс (4)      | 0:3          | Брюгге                |
| Капеллен (4)          | 0:0 пен. 3:5 | Ейпен                 |
| Беєрсхот (2)          | 2:3 дч       | Андерлехт             |
| Зюлте-Варегем         | 4:2          | Дюффель (4)           |
| Рупель Бом (3)        | 2:3          | Шарлеруа              |
| Уніон Сент-Жілуаз (2) | 3:0          | Верлен (4)            |
| Серен (3)             | 1:3          | Кортрейк              |
| Сінт-Трейден          | 2:0 дч       | Ауд-Геверле Левен (2) |
| Ендрахт (Алст) (4)    | 0:4          | Гент                  |
| Мандел Юнайтед (4)    | 0:2          | Остенде               |
| Дессель Спорт (3)     | 0:1          | Рояль Ексель Мускрон  |
| 26 вересня 2019       |              |                       |
| Антверпен             | 4:2 дч       | Локерен (2)           |
| Стандард (Льєж)       | 2:1          | Ломмель (2)           |

## 1/8 фіналу
| Команда 1             | Рахунок      | Команда 2    |
| --------------------- | ------------ | ------------ |
| 3 грудня 2019         |              |              |
| Антверпен             | 3:3 пен. 4:3 | Генк         |
| 4 грудня 2019         |              |              |
| Стандард (Льєж)       | 3:0          | Ребек (4)    |
| Шарлеруа              | 1:0          | Гент         |
| Остенде               | 1:1 пен. 2:4 | Брюгге       |
| Кортрейк              | 2:1          | Ейпен        |
| Зюлте-Варегем         | 3:0          | Сінт-Трейден |
| Уніон Сент-Жілуаз (2) | 0:0 пен. 4:1 | Вестерло (2) |
| 5 грудня 2019         |              |              |
| Рояль Ексель Мускрон  | 2:3          | Андерлехт    |

## 1/4 фіналу
| Команда 1             | Рахунок | Команда 2 |
| --------------------- | ------- | --------- |
| 17 грудня 2019        |         |           |
| Зюлте-Варегем         | 2:0     | Шарлеруа  |
| 18 грудня 2019        |         |           |
| Стандард (Льєж)       | 1:3     | Антверпен |
| Уніон Сент-Жілуаз (2) | 0:1     | Кортрейк  |
| 19 грудня 2019        |         |           |
| Андерлехт             | 0:2     | Брюгге    |

## 1/2 фіналу
| Команда 1              | Заг. | Команда 2     | 1-й матч | 2-й матч |
| ---------------------- | ---- | ------------- | -------- | -------- |
| 22 січня/5 лютого 2020 |      |               |          |          |
| Брюгге                 | 3:2  | Зюлте-Варегем | 1:1      | 2:1      |
| 23 січня/6 лютого 2020 |      |               |          |          |
| Антверпен              | 2:1  | Кортрейк      | 1:1      | 1:0      |

## Фінал
| 1 серпня 2020 20:30 |

| Брюгге | 0–1 | Антверпен    |
| ------ | --- | ------------ |
|        |     | Рафаелов 25' |

| Стадіон імені короля Бодуена, Брюссель Глядачів: 0 Арбітр: Ніколас Лафорж |